# Anonima group
Anonima Group — малоизвестное объединение американских художников, основанное в 1960 году в Кливленде, штат Огайо, Эрнстом Бенкертом, Френсисом Хьюиттом и Эдом Мечковски. Художники, отрицавшие культ индивидуализма и автоматический стиль (ссылка на автоматизм) приверженцев абстрактного экспрессионизма, работали совместно, пытаясь в своих произведениях исследовать психологию восприятия визуальной информации. Создание оптических работ, включающих в себя часто монохромные в основном плоские геометрические паттерны и пространственно-колеблющиеся графические элементы, сопровождалось написанием социалистических текстов — манифестов, предложений и проектов, необходимых, по мнению художников, для понимания их собственной деятельности. Их работы, имевшие много общего с позициями русских конструктивистов и художника-авангардиста Эда Рейнхардта, были показаны в 1965 году на Нью-Йоркской выставке «Чувствительный глаз» (The Responsive Eye) в музее современного искусства.
Наряду с другими художниками на выставке, работы Анонимы были ошибочно отнесены к тому, что стало высоко коммерциализированной и рекламируемой категорией оп-арта. Недавнее переосмысление и реконтекстуализация оп-арта, на экспансивной выставке оптического нерва 2006 года в Колумбийском Музее искусств, помещают Anonima в качестве единственной американской арт-группы, наряду с Европейскими Zero Group, Gruppo N, GRAV и другими, которые изучали новую оптическую информацию того времени.
Фрэнсис Хьюитт, имевший магистерскую степень в искусстве и работавший над докторской диссертацией в области психологии восприятия, обеспечил концептуальную основу для группы Анонима. Их проекты касались новейшей информации о науке и психологии зрительного восприятия. Антикоммерческая позиция Anonima (см. Высказывание ниже), включающая полный отказ от взаимодействия с миром коммерческого искусства, привела к тому, что их исключили из числа известных художников того времени. В статье каталога для ретроспекции Фрэнка Хьюитта 1992 года в музее Роберта Халла Флеминга в Берлингтоне, Вермонт, Уильям Липке писал, что художники полагали, что «коммерциализация и популяризация затмили реальные проблемы», которые они пытались решить своей деятельностью. Далее он пишет, что работа Анонимы «лучше понятна в свете теорий и данных перцептивной психологии, приверженности к системному изучению визуальной информации, независимо от стилистического или экономического давления».
Группа Анонима распалась в 1971 году, но эффект их работ актуален до сих пор благодаря их текстам, рисункам и картинам. Аналитический и безличный взгляд группы на творческий процесс уравновешивался глубокой щедростью духа, которая на протяжении многих лет влияла на большое количество художников. У всех трех художников были длительные педагогические карьеры (Фрэнк Хьюитт умер в 1992 году), в которых они посвятили себя донесению до студентов точного понимания конструкций оптического восприятия — бесценная основа для любого художника. Их идеи нашли свое отражение в творчестве многих современных художников.